# Leif Ericson (Schiff, 1991)
Die Leif Ericson ist ein 1991 als Stena Challenger in Dienst gestelltes Fährschiff der kanadischen Reederei Marine Atlantic. Sie steht seit 2001 zwischen North Sydney und Channel-Port aux Basques im Einsatz.

## Geschichte
Die Stena Challenger wurde am 13. März 1990 unter der Baunummer 50 in der Werft der Fosen Mekaniske Verksteder in Rissa auf Kiel gelegt und lief am 4. Oktober 1990 vom Stapel. Nach der Ablieferung an die Stena Line im Mai 1991 nahm sie am 27. Juni 1991 den Fährdienst von Dover nach Calais auf. Die Stena Challenger hat keine identischen Schwesterschiffe, ist jedoch bauähnlich mit der Gryf (ehemals Kaptan Burhanettin Isim) der Unity Line, der chinesischen Bo Hai Ming Zhu (ehemals Kaptan Abidin Doran) und der Patria Seaways von DFDS Seaways.
In den folgenden Jahren stand die Stena Challenger vorwiegend auf der Dover-Calais-Route im Einsatz, lief aber zwischenzeitlich auch Dunkerque an. Am 19. September 1995 lief die Fähre während eines Sturms bei Calais auf Grund, konnte aber am nächsten Tag freigeschleppt und repariert werden. Im September 1996 wechselte sie auf die Strecke von Dublin nach Holyhead. Ihre letzte Überfahrt für die Stena Line beendete sie am 8. April 2001. Der Verkauf an Marine Atlantic war bereits im April 2000 vollzogen worden.
Nach seiner Ankunft in Kanada nahm das nun in Leif Ericson umbenannte Schiff am 1. Juni 2001 den Fährdienst von North Sydney nach Channel-Port aux Basques auf. Am 26. Oktober 2006 kollidierte die Leif Ericson mit einer Kaimauer in Channel-Port aux Basques, nach Reparaturen konnte das Schiff am 15. November wieder den Dienst aufnehmen.